# Pleurocapsales
Pleurocapsales je řád sinic, někdy však zahrnovaný do řádu Chroococcales. Typovým rodem je rod Pleurocapsa.
Do tohoto řádu se řadí jednobuněčné či vláknité sinice, které se rozmnožují mnohonásobným či binárním dělením za vzniku drobných jednobuněčných stádií schopných šíření, tzv, baeocytů. Nejprve zůstávají uvnitř buněčné stěny mateřské buňky, následnou rupturou stěny se uvolní ven a po určité době mohou opět dorůstat.